# Leotis Boateng
Leotis Boateng (ur. 8 marca 1951 w Kumasi) – nigeryjski piłkarz grający na pozycji obrońcy. W swojej karierze grał w reprezentacji Nigerii.

## Kariera klubowa
W swojej karierze piłkarskiej Boateng grał w klubie Enugu Rangers.

## Kariera reprezentacyjna
W 1980 roku Boateng był w reprezentacji Nigerii na Igrzyska Olimpijskie w Moskwie. Z kolei w 1982 roku powołano go do kadry na Puchar Narodów Afryki 1982. Zagrał w nim w jednym meczu grupowym, z Zambią (0:3).